# Ilusión del control
La Ilusión del control es la tendencia de los seres humanos de creer que pueden controlar, o al menos influir, los resultados en los que claramente no tienen ninguna influencia.

## Demostración experimental
Un tipo de demostración involucra una instalación con dos luces que marcan "Puntaje" y "Sin puntaje". Las personas deben intentar controlar cuál se enciende. Jenkins & Ward (1965) presentó a unas personas dos botones para presionar. Allan & Jenkins (1980) tenía un botón, al cual las personas decidían en cada turno presionar o no presionar. Las conexiones podían ser arregladas para que cada acción encienda una luz con una probabilidad dada, por lo que las personas no tenían ningún control sobre qué luz se prendería o un monto variable de control. A las personas se les dijo que podía no existir relación entre sus acciones y las luces.
Se les pidió a las personas estimar cuánto control tenían sobre las luces. Sus estimados no guardaba relación con el control que en realidad tenían, sino que estaba relacionado con cuán a menudo se encendía la luz de "Puntaje". Incluso cuando no había diferencia en lo que escogieran, las personas informaban con seguridad que ejercían algún control sobre las luces.
En una serie de experimentos, Ellen Langer (1975) demostró, en primer lugar, la prevalencia de la ilusión del control; y en segundo lugar, que era más probable que la gente se comportara como si pudieran ejercer control en una situación al azar donde estaban presentes "habilidades clave". Por habilidades clave, Langer se refería a propiedades de la situación más normalmente asociada con el ejercicio de destreza, en particular el ejercicio de elección, competencia, familiaridad con el estímulo y participación en decisiones.
Una forma simple de esta falacia se encuentra en los casinos: cuando un jugador de craps lanza los dados, éste tiende a aventar con mayor fuerza los dados cuando busca números altos y con menos fuerza cuando busca números más bajos. Bajo ciertas circunstancias, sujetos experimentales han sido inducidos a creer que podían afectar el resultado de un puramente al azar cara o cruz. Los sujetos que adivinaron una serie de cara o cruz con éxito empezaron a creer que eran en realidad mejores adivinadores y creían que su rendimiento al adivinar sería menos preciso si estuvieran distraídos.
Una ilusión del control sobre ciertos eventos externos podría ser una base para creer en telequinesis.

## Interpretación del fenómeno
Taylor & Brown (1988) argumentan que las ilusiones positivas son adaptativas cuando se incrementan la motivación y la persistencia. Esta posición es respaldada por el argumento de Albert Bandura de que 'autovaloraciones optimistas de la capacidad, que no son excesivamente dispares de lo que es posible, pueden ser ventajosas, considerando que juicios verídicos pueden ser autolimitantes' (Bandura, 1989, p.1177). No obstante, debe notarse el uso de Bandura de la calificación 'no excesivamente dispar de lo que es posible'. Su argumento está esencialmente preocupado por el efecto adaptativo de las creencias optimistas sobre el control y el rendimiento en circunstancias donde el control es posible, más que en el control percibido en circunstancias donde los resultados son genuinamente no contingentes en un comportamiento individual.
Bandura ha sugerido también que, "en actividades donde los márgenes de error son estrechos y un paso en falso puede producir consecuencias costosas o perjudiciales, el bienestar personal será mejor servido por una valoración altamente precisa de la eficacia."  (1997, p. 71)
Taylor y Brown argumentan que las ilusiones positivas son adaptativas, ya que existe evidencia de que son más comunes en individuos mentalmente sanos que en individuos deprimidos; sin embargo, Pacini, Muir y Epstein (1998) han mostrado que esto puede deberse a que las personas deprimidas sobrecompensan por una tendencia hacia el procesamiento intuitivo con mala adaptación, al ejercitar un excesivo control racional en situaciones triviales. Asimismo, considera que la diferencia con personas no deprimidas desaparece en circunstancias más trascendentales.
También existe evidencia empírica de que la autoeficacia alta puede estar mal adaptada en algunas circunstancias. En un estudio de caso, Whyte et al. (1997) mostraron que los participantes en los cuales habían inducido autoeficacia alta era significativamente más probable que intensificaran su compromiso en un curso de acción falible. Knee and Zuckerman (1998) han desafiado la definición de salud mental utilizada por Taylor y Brown y argumentan que la falta de ilusiones está asociada con una personalidad no-defensiva orientada al crecimiento y al aprendizaje y con un bajo ego involucrado en los resultados. Así, presentan evidencia de que los individuos autodeterminados son menos propensos a estas ilusiones. A fines de la década de 1970, Abramson y Alloy (1980) demostraron que individuos deprimidos tienen una visión más precisa de su control del entorno social que los individuos no deprimidos. Este descubrimiento se mantiene verdadero incluso cuando la depresión es manipulada experimentalmente.
Fenton-O'Creevy et al (2003) argumentan, como lo hacen Gollwittzer y Kinney (1989), que mientras las creencias ilusorias sobre el control pueden estimular el procurar alcanzar el objetivo, no son propicias para tomar decisiones razonables. Las ilusiones de control pueden causar insensibilidad a la retroalimentación, impedir el aprendizaje y predisponer a tomar objetivos más riesgosos (dado que el riesgo subjetivo se reducirá por la ilusión del control).
En un estudio sobre ilusión del control en una población de comerciantes que trabajaban en bancos de inversión, Fenton-O'Creevy et al (2003, 2004) encontró que los comerciantes que eran proclives a una alta ilusión de control tenían un rendimiento significativamente peor en el análisis y manejo del riesgo. También ganaban significativamente menos.
Una importante explicación para la ilusión del control puede encontrarse en la teoría de la autorregulación. Hasta el punto que la gente es llevada por objetivos internos referidos con el ejercicio del control sobre su entorno, buscarán retomar el control en condiciones de caos, incertidumbre o estrés. Al perder el control genuino, una estrategia será replegarse en atribuciones defensivas de control que llevan a ilusiones de control (Fenton-O'Creevy et al, 2003).